# Archon (gènere)
Archon és una espècie de lepidòpter papilionoïdeu de la família dels papiliònids (Papilionidae), subfamília Parnassiinae, de distribució paleàrtica.
Tradicionalment, solament s'han reconegut dues espècies, Archon apollinus i Archon apollinaris. Recents estudis, no obstant això, han donat estatus específic a un tercer tàxon, Archon bostanchii.